# Glumov dnevnik
Glumov dnevnik (rus. "Дневник Глумова") – sovjetski film redatelja Sergeja Ejzenštejna.

## Radnja
Film je feljton za predstavu Prvog radničkog kazališta Proletkulta "Mudar čovjek".

## Uloge
- Grigorij Alexandrov
- Alexandar Antonov
- Sergej Ejzenštejn
- Mihail Gomorov
- Vera Muzikant

## Vanjske poveznice
- Glumov dnevnik na Kino Poisk